# Hitzhofen
 (novembre 2024).
Hitzhofen est une commune de Bavière (Allemagne), située dans l'arrondissement d'Eichstätt, dans le district de Haute-Bavière.